# XI arrondissement di Parigi
L'XI arrondissement di Parigi si trova nell'area centro-orientale della città, sulla rive droite.

## Dati
| Anno                        | Abitanti | Densità di popolazione (ab./km2) |
| --------------------------- | -------- | -------------------------------- |
| 1911 (picco di popolazione) | 242 295  | 66 092                           |
| 1962                        | 193 349  | 52 741                           |
| 1968                        | 179 727  | 49 025                           |
| 1975                        | 159 317  | 43 458                           |
| 1982                        | 146 931  | 40 079                           |
| 1990                        | 154 165  | 42 053                           |
| 1999                        | 149 102  | 40 672                           |
| 2006                        | 152 436  | 41 536                           |
| 2011                        | 154 647  | 42 138                           |
| 2016                        | 147 470  | 40 182                           |

### Amministrazione
Sindaci dell'XI arrondissement dal 1983.
| 1983-1995 | Alain Devaquet   | RPR |
| 1995-2008 | Georges Sarre    | MRC |
| 2008-2014 | Patrick Bloche   | PS  |
| 2014-     | François Vauglin | PS  |

## Luoghi d'interesse

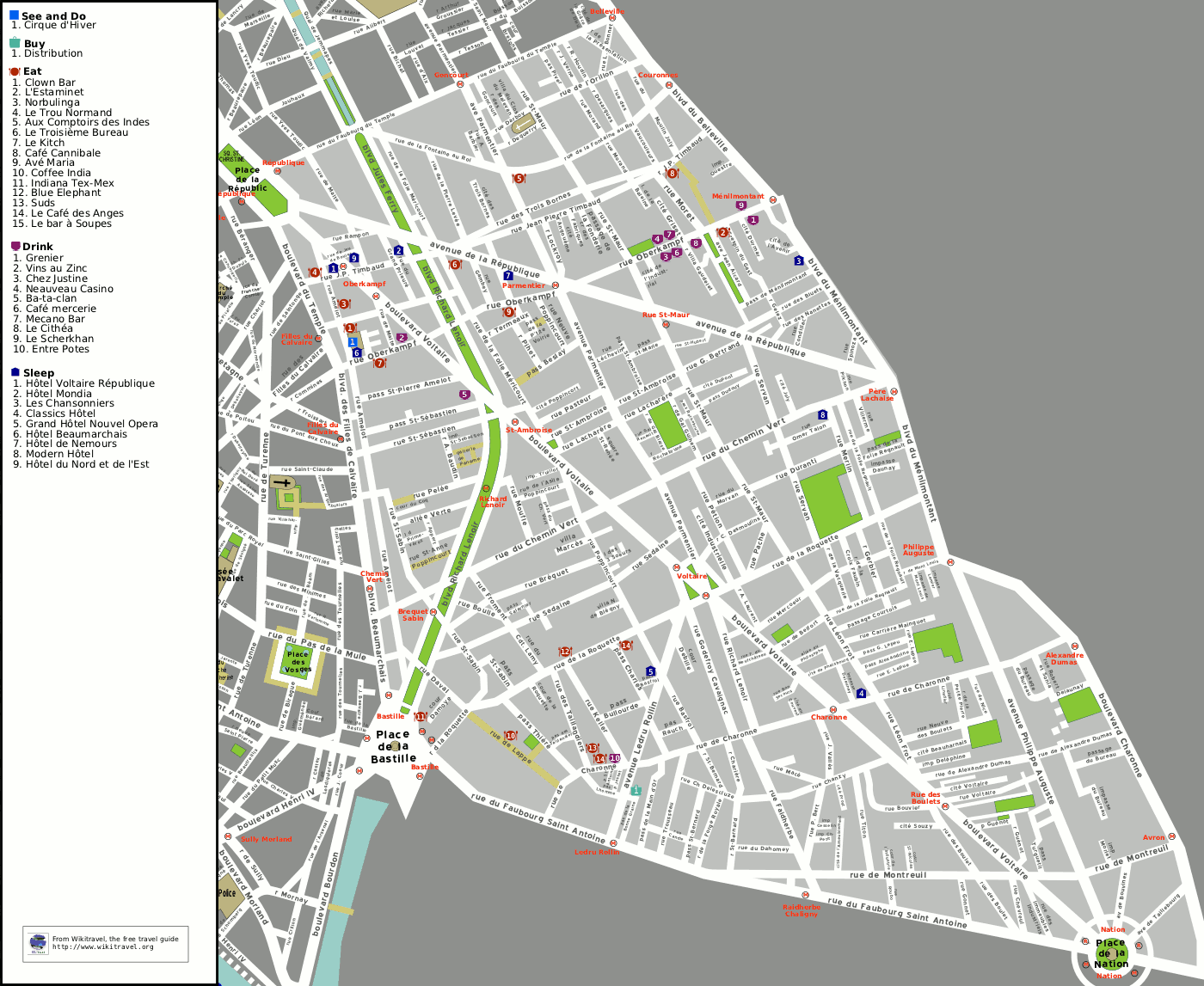
Mappa dell'arrondissement

### Chiese
- Basilica di Nostra Signora del Perpetuo Soccorso
- Chiesa di Saint-Ambroise
- Chiesa di Saint-Joseph-des-Nations
- Chiesa di Sainte-Marguerite

### Caffè-concerto,music-halle musica moderna
- Bataclan, 50 boulevard Voltaire (creato nel 1864)
- Le Nouveau Casino, 109 rue Oberkampf
- Le Café de la Danse, 5 passage Louis-Philippe
- La Scène Bastille, 2 rue des Taillandiers
- Le Zèbre de Belleville, 61 boulevard de Belleville
- Espace Christan Dente, 124 avenue de la République
- Le Réservoir, 16 rue de la Forge-Royale
- Le Gibus, 18 rue du Faubourg-du-Temple
- Le Balajo, 9 rue de Lappe (inaugurato nel 1935 da Mistinguett)
- Le Cirque d'hiver, 110 rue Amelot
- Le Pop in, 105 rue Amelot
- Museo Édith-Piaf, 5 rue Crespin-du-Gast

### Altro
- Place de la République
- Museo Édith-Piaf

## Strade principali
- Place de la Bastille
- Place de la République
- Rue du Faubourg Saint-Antoine

## Quartieri

Mappa dei quattro quartieri amministrativi.

L'XI arrondissement è diviso in quattro quartieri amministrativi. Da nord a sud sono:
- Quartier de la Folie-Méricourt (41º quartiere di Parigi), confinante a nord con rue du Faubourg-du-Temple, a est con boulevard de Belleville, a ovest con boulevard du Temple e a sud con rue Oberkampf.
- Quartier Saint-Ambroise (42º quartiere di Parigi) confinante a nord con rue Oberkampf, a est con boulevard de Ménilmontant, a ovest con boulevard des Filles-du-Calvaire e con un tratto di boulevard Beaumarchais, a sud con rue du Chemin-Vert.
- Quartier de la Roquette (43º quartiere di Parigi) confinante a nord con rue du Chemin-Vert, a est con boulevard de Ménilmontant e con una parte del boulevard de Charonne, a ovest con boulevard Beaumarchais, place de la Bastille e con il tratto occidentale di rue du Faubourg-Saint-Antoine.
- Quartier Sainte-Marguerite (44º quartiere di Parigi), di forma triangolare, confinante a nord-ovest con rue de Charonne, a est con il tratto meridionale di boulevard de Charonne, e a sud con rue du Faubourg-Saint-Antoine.